# Габбард (льодовик)
60°18′50″ пн. ш. 139°22′15″ зх. д. / 60.313888888889° пн. ш. 139.37083333333° зх. д.
Льодовик Габбард (англ. Hubbard Glacier) — долинний деревоподібний льодовик, найбільший на узбережжі Аляски (США).
Льодовик бере початок на горі Лоґан, що в території Юкон (Канада) і тягнеться протягом 122 кілометрів (76 миль) поки не впирається в затоку Якутат і затоку Розчарування (англ. Disenchantment) на території штату Аляска. Ширина фронтальної частини льодовика (що впирається в затоки) на сьогоднішній день приблизно дорівнює 9 кілометрам влітку і близько 15 взимку. У висоту фронтальна частина льодовика досягає 120 метрів над рівнем моря. Вік льоду біля підніжжя льодовика порядку 400 років, саме стільки часу потрібно льоду, щоб спуститися з гори Лоґан до океану. Верхні 67 км знаходяться на території Канади, нижні 48 км — в США. Середня висота фірнової лінії 850 м. З кінця XIX століття льодовик просувається вперед по 17-18 м на рік. Перед тим як досягти моря, Габбард з'єднується з льодовиком Валері, що «впадає» в нього із заходу. Льодовик Валері істотно збільшує кількість льоду, що надходить до заток. В найближчому майбутньому льодовики можуть перекрити затоки повністю.

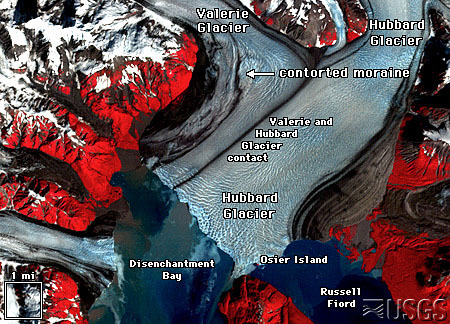
Льодовик Габбард

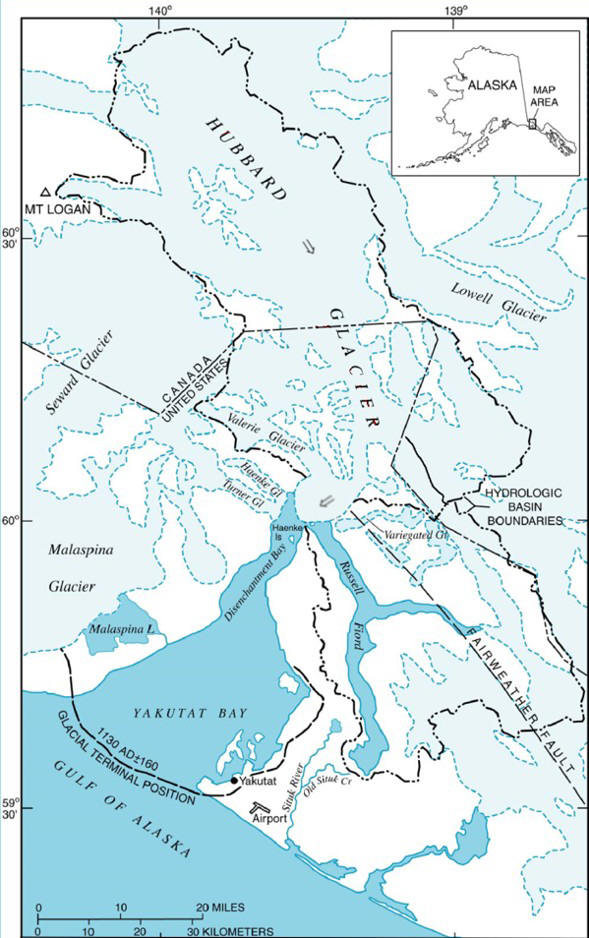
Карта льодовика Габбард

## Історія
Габбард — зростаючий льодовик. Він продовжує збільшуватися і просуватися протягом, приблизно, останніх ста років.
У травні 1986 року льодовик Габбард висунувся в море настільки, що заблокував вхід до фіорду Рассела (англ. Russell Fiord) і тим самим створив «озеро Рассел». За літо 1986 року нове озеро заповнилося прісними талими водами і його рівень підвищився на 25 метрів відносно рівня моря, а зменшення в солоності загрожувало морській флорі і фауні. У ніч на 8 жовтня перемичка, створена льодовиком, не витримала і зруйнувалася. За наступні 24 години приблизно 5,3 км³ води повернулося назад у море і фіорд був повторно пов'язаний з океаном на його попередньому рівні. Це було друге за величиною руйнування льодовикового озера, зареєстроване в історії.
Навесні 2002 року трапилося щось подібне. Льодовик знову висунувся на значну відстань в затоки і морена знову закупорила фіорд Рассела. У середині серпня після сильних дощів рівень води в закупореній затоці піднявся до 18 метрів над рівнем моря і вода змила морену в океан.
Через триваюче зростання льодовика подібне може статися повторно. Ймовірність цього досить велика. Якщо затоку буде замкнено в черговий раз, то води в ньому піднімуться до такого рівня, що він вийде з берегів із південної сторони і знайде собі дорогу в Тихий океан через річку Сітук. Це зруйнує природне середовище проживання форелі в річці і також серйозно пошкодить місцевий аеропорт.
Влітку льодовики Габбард і Валері тануть і від них відколюються айсберги. Їх розміри, часом, дійсно велетенські і можуть сягати висоти 10-ти поверхового будинку — такі гіганти становлять велику небезпеку для судноплавства.

## Світлини

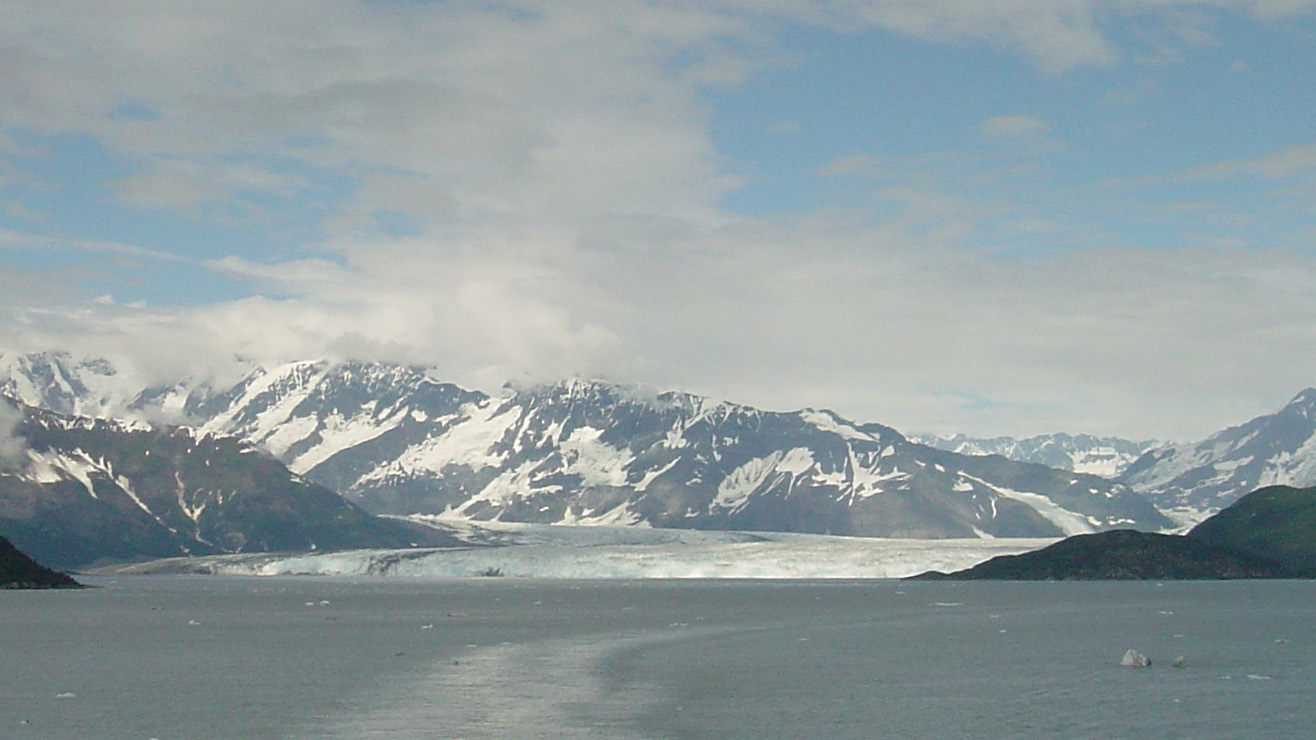
Льодовик на відстані
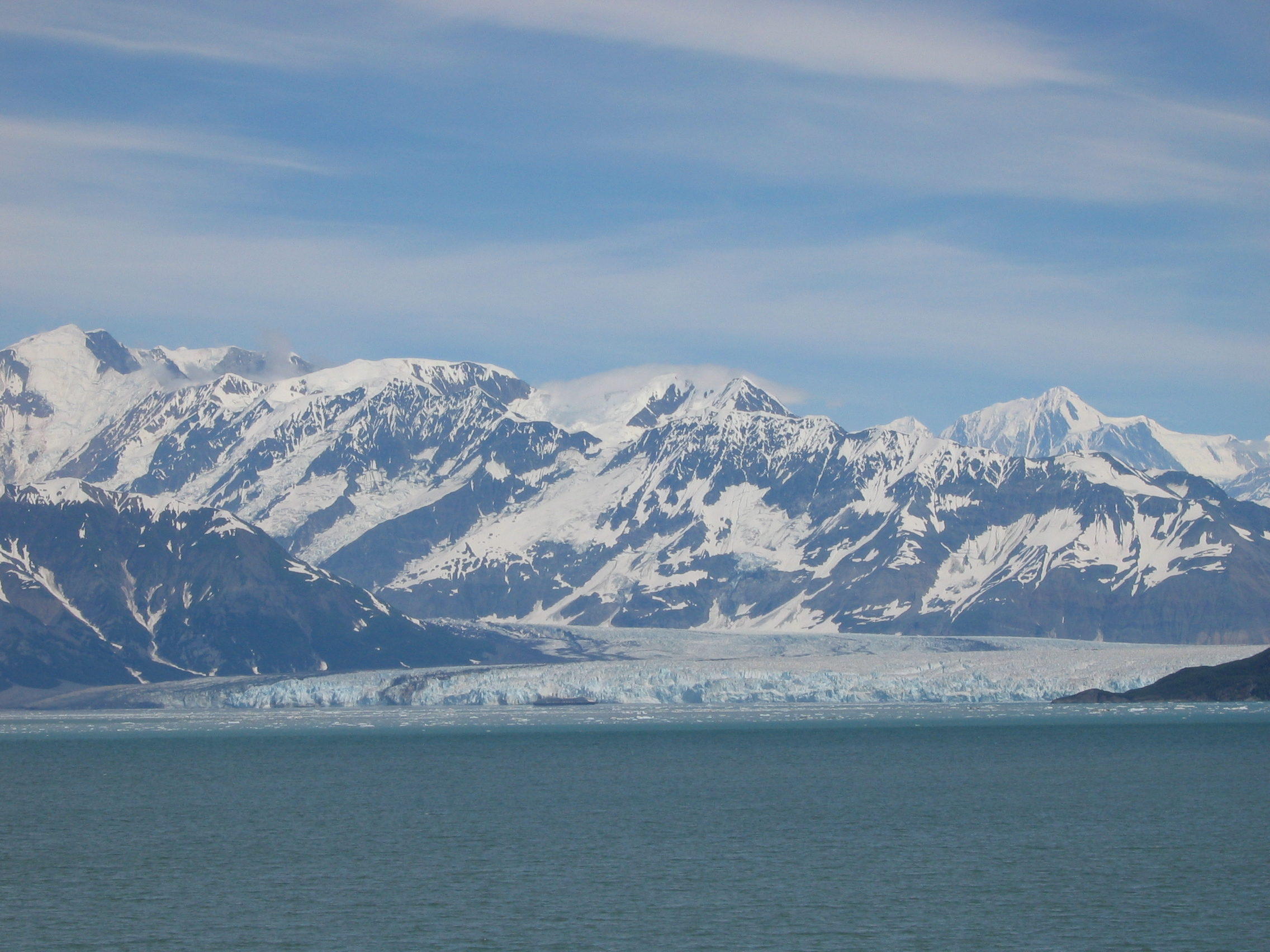
Льодовик Габбард і айсберги, що утворюються в результаті відколювання
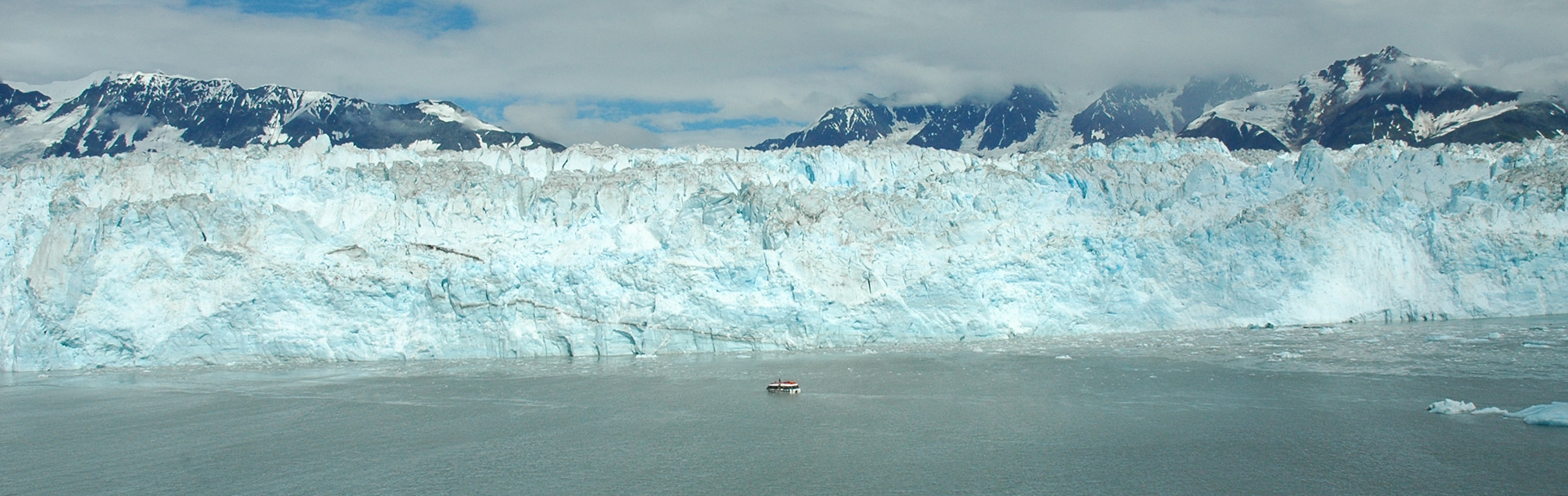
Зблизька